# Turmhügel Ollerding
Der Turmhügel Ollerding ist eine abgegangene mittelalterliche Höhenburg vom Typus einer Turmhügelburg (Motte) auf dem 520 m ü. NHN hohen Katzenberg, etwa 450 Meter westlich des heutigen Tittmoninger Stadtteils Ollerding im Landkreis Traunstein in Bayern. Die Anlage wird als Bodendenkmal unter der Aktennummer D-1-7942-0060 im Bayernatlas als „Turmhügel des hohen Mittelalters“ geführt. 
Von der ehemaligen viereckigen Mottenanlage ist nur noch der drei Meter hohe Turmhügel und der umlaufende zum Teil verebnete Graben erhalten. 400 m nordöstlich von Ollerding befindet sich ein weiterer Burgstall, der unter der Aktennummer D-1-7942-0224 im Bayernatlas als „Burgstall des hohen oder späten Mittelalters“ geführt wird. 